# Letoni
Letonii (în letonă Latvieši) sunt un popor baltic, care constituie 62,1% din populația Letoniei (dupǎ recensǎmântul din 2011). Vorbesc în letonă, care face parte din grupa baltică, a familiei de limbi Indo-Europene. Religia, în principal Luteranism și o minoritate catolicǎ.
Se consideră că letonii sunt rezultatul fuziunii dintre vechile popoarele baltice: Latgali, Curonieni, Semigali și Selonieni și tribul fino-ugric al Livilor de-a lungul secolelor XV - XVII. Prima dovadă scrisă a existenței limbii letone este "Catehismul leton» ("Lettisch Vademecum"), scris în 1631 de către George Mantsel. Există o mențiune publicatǎ în Germania, potrivit cǎreia în 1525, în limba letonă a fost scrisǎ o "Messǎ luteranǎ", dar care nu s-a pǎstrat.